# Kaj Hendriks
Kaj Hendriks (Wageningen, 19 augustus 1987) is een Nederlandse roeier. Hij vertegenwoordigde Nederland bij verschillende grote internationale wedstrijden.

## Levensloop
Hendriks begon eind 2006 een studie geneeskunde in Utrecht. Na zijn tweede jaar bij de Utrechtse studentenroeivereniging Triton mocht hij Nederland vertegenwoordigen bij de FISU WK (studenten WK). Daar won het Nederlandse team op het onderdeel acht met stuurman een zilveren medaille. Halverwege het derde jaar werd hij geselecteerd voor de SB equipe. Op het WK voor neo-senioren werd hij op het onderdeel vier zonder stuurman 13e met een tijd van 6.06,03.
In 2012 werd hij op het onderdeel vier zonder stuurman vijfde de wereldbekerwedstrijden in Belgrado. Hiermee dwong hij een kwalificatie af voor de Olympische Spelen van Londen. Met zijn ploeggenoten Boaz Meylink, Ruben Knab en Mechiel Versluis behaalde hij de vijfde plaats in de finale. In 2013 behaalde Hendriks in de vier zonder stuurman samen met Meylink, Versluis en Robert Lücken zowel bij het EK als bij het WK Roeien een gouden medaille.
In aanloop naar de Olympische Spelen in Rio de Janeiro in 2016 werd er een nieuwe Holland Acht geformeerd. Ook Hendriks werd in de nieuwe ploeg opgenomen. Na een stroeve start en slechte resultaten in de eerste jaren haalde Nederland op het onderdeel Acht bij de Spelen uiteindelijk een bronzen medaille. Met dezelfde boot behaalde Hendriks in 2017 tijdens de Europese Kampioenschappen wederom brons.
Naast roeien doet Hendriks aan fietsen, hardlopen en volleybal.

## Nationale titels

### Twee zonder stuurman
- 2013:  NK
- 2017:  NK
- 2018:  NK
- 2019:  NK

### Vier zonder stuurman
- 2009:  NK
- 2012:  NK

### Acht met stuurman
- 2009:  NK
- 2010:  NK

## Palmares (internationaal)

### Twee zonder stuurman
- 2019: 13e EK - 6.42,70

### Vier zonder stuurman
- 2009: 11e Wereldbeker II - 6.29,02
- 2009: 13e WK U23 - 6.06,03
- 2011: 11e Wereldbeker I - 6.03,44
- 2011: 10e Wereldbeker III - 6.02,12
- 2011: 6e WK Bled - 6.11,82
- 2012: 5e Wereldbeker I - 5.58,30
- 2012: 9e Wereldbeker II - 6.04,31
- 2012: 5e Olympische Spelen (Londen) - 6.14,78
- 2013:  EK - 6.21,79
- 2013: 4e Wereldbeker III - 5.54,98
- 2013:  WK Chungju - 6.13,95
- 2018:  Wereldbeker I - 5.52,41
- 2018: 11e Wereldbeker II - 6.08,74

### Acht met stuurman
- 2008:  FISU WK - 5.36,11
- 2010:  Wereldbeker I - 5.37,74
- 2010: 8e Wereldbeker III - 5.43,48
- 2010: 4e EK - 6.02,32
- 2010: 4e WK Hamilton - 5.37,03
- 2014: 7e Wereldbeker III - 5.45,29
- 2014: 8e WK Amsterdam - 5.25,78
- 2015: 6e EK - 6.33,03
- 2015: 4e Wereldbeker III - 5.36,93
- 2015:  WK Aiguebelette - 5.38,09
- 2016:  Wereldbeker I - 5.42,72
- 2016: 6e EK - 6.24,67
- 2016:  Wereldbeker II - 5.28,56
- 2016:  Olympische Spelen (Rio de Janeiro) - 5.31,59
- 2017:  EK - 5.31,05
- 2017:  Wereldbeker III - 5.28,14
- 2017: 4e WK Sarasota - 5.29,23
- 2020:  EK - 5.34,21

Boaz Meylink · 
Ruben Knab · 
Kaj Hendriks · 
Mechiel Versluis
Kaj Hendriks · 
Robert Lücken · 
Boaz Meylink · 
Boudewijn Röell · 
Olivier Siegelaar · 
Dirk Uittenbogaard · 
Mechiel Versluis · 
Tone Wieten · 
Peter Wiersum (stuurman)